# 兵庫県立加古川南高等学校
兵庫県立加古川南高等学校（ひょうごけんりつ かこがわみなみこうとうがっこう）は、兵庫県加古川市加古川町友沢に所在する公立の高等学校。

## 沿革
- 1982年11月5日 - 新設高等学校開設室を県庁南庁舎東別館に開設（この日を開校記念日とする）。
- 1983年4月8日 - 開校式および第1回入学式を加古川市民会館において行う。
- 2001年 - 総合学科に転換。

## 特徴
- 地域の住民が参加できる「地域オープン講座」や外部の施設を利用する授業が存在する。
- 特有の授業
  - 「産業社会と人間」…進路実現と問題解決能力の向上を柱として組み立てられている。
  - 「課題研究（総合的な学習の時間）」…問題解決能力の向上やプレゼンテーション能力の向上を視野にゼミ単位で少人数で実施されている。

## アクセス
- JR西日本山陽本線・加古川線 加古川駅よりバス利用
  - 神姫バス 41系統　｢加古川南高校前｣下車後、西へ300m。
  - かこバス尾上公民館前行　｢友沢北｣下車後、西へ300m。[1]

## 著名な出身者
- 西岡利晃（元プロボクサー、元プロボクシング・WBC世界スーパーバンタム級王者）
- TOMOMI（日本のガールズバンドSCANDALのメンバーでベース・ボーカルを担当）[2]
- 岩下政之（演劇パフォーマンスユニットKitty-Guysのメンバー）
- 上野早織（DJ（DJ SAORI）で、上野樹里の一番上の姉）
- アンドロイド岸翔大（吉本興業-お笑いタレント、ハイスクールマンザイ2017優勝、NSC特待生）
- 山中哲男（株式会社トイトマ創業者）